# 佐藤あずさ (声優)
佐藤 あずさ（さとう あずさ、1990年1月8日 - ）は、日本の女性声優。岡山県出身。マウスプロモーション所属（2012年4月 - ）。

## 略歴
マウスプロモーション付属養成所25期。大阪アニメーションカレッジ専門学校卒業。
小さい頃から人見知りの恥ずかしがり屋で人前に出るのが苦手なタイプだった。その頃からアニメが好きで、中学生の頃に職業としての声優を知った。その頃は「声優になりたい」という意識はなかったが、高校時代に共通の趣味を持っていた友人から「一緒に声優を目指してみない？」と声をかけてもらったのがきっかけで、声優を目指すようになったという。

## 人物
方言は岡山弁。
趣味・特技は鳩の鳴き真似、お菓子作り、カエル集め。

## 出演
太字はメインキャラクター。

### テレビアニメ
2012年
- BTOOOM!（芹沢愛子）

2013年
- 這いよれ!ニャル子さんW（メイド）

2014年
- アイカツ!（新入生A）
- 愛・天地無用!（布賀油木、スリッパ）
- シドニアの騎士（2014年 - 2015年、管制官、アナウンス、管制アナウンス） - 2シリーズ
- selector infected WIXOSS（女子、女子生徒）
- ハイキュー!!（女子生徒B）

2015年
- うたの☆プリンスさまっ♪ マジLOVEレボリューションズ（生徒）
- 少年ハリウッド -HOLLY STAGE FOR 50-（ファン）
- 緋弾のアリアAA（もゆ）
- プリパラ（2015年 - 2017年、緑風ふわり）

2016年
- アイカツスターズ!（上級生）
- はがねオーケストラ（マーシャ）

2017年
- アイドルタイムプリパラ（2017年 - 2018年、ファララ、緑風ふわり）

2019年
- アイカツフレンズ!（ファン） - 2シリーズ
- KING OF PRISM -Shiny Seven Stars-（津山ミヨ）

2021年
- 怪物事変（子供）

2022年
- 恋愛フロップス（各国ラブリン）

2025年
- メダリスト（小熊梨月）

### 劇場アニメ
- 不思議の谷の恐竜たち（2010年、沙織） - 福井県立恐竜博物館館内上映作品
- 劇場版 シドニアの騎士（2015年、管制官）
- とびだすプリパラ み〜んなでめざせ!アイドル☆グランプリ（2015年、緑風ふわり[13]）
- 映画プリパラ み〜んなのあこがれ♪レッツゴー☆プリパリ（2016年、緑風ふわり[14]）
- 劇場版プリパラ み〜んなでかがやけ!キラリン☆スターライブ!（2017年、緑風ふわり）
- 劇場版 プリパラ&キラッとプリ☆チャン 〜きらきらメモリアルライブ〜（2018年、ファララ、緑風ふわり）
- アイカツ!×プリパラ THE MOVIE -出会いのキセキ!-（2025年、緑風ふわり[15]）

### OVA
- 天地無用!魎皇鬼 第四期（2016年、正木音歌）
- 天地無用!魎皇鬼 第伍期（2020年、正木音歌）

### Webアニメ
- マウスどうぶつえん（2017年 - 、アマガエルのあずさ）
- マウスどうぶつえん名作劇場（2020年、アマガエルのあずさ）
- アイドルランドプリパラ（2021年、緑風ふわり、ファララ）

### ゲーム
2015年
- オトカ♥ドール（お菓子の国のグリコ、和菓子の国のグリコ）
- ファイアーエムブレムif（ミタマ）
- プリパラ / アイドルタイムプリパラ（2015年 - 2017年、ふわり、ボーカルドール、ファララ・ア・ラーム）

2016年
- アドヴェントガール（諸葛亮、陸抗）
- 逆転オセロニア（レイファ、デビルタートルエッグ、ゴッドタートルエッグ）
- はがねオーケストラ（行商人マーシャ、速度愛好家チェルシー）
- フィリスのアトリエ 〜不思議な旅の錬金術士〜（リアーネ・ミストルート）
- ユバの徽（マキリ、キマ、ハラサ・イルティ）
- ロボットガールズZ ONLINE（タケルさん）

2017年
- 100% Orange Juice（きゅーぴー、きゅぴた）
- 誰ガ為のアルケミスト（イザヨイ）
- リディー&スールのアトリエ 〜不思議な絵画の錬金術士〜（リアーネ・ミストルート）

2018年
- プリパラ オールアイドルパーフェクトステージ!（緑風ふわり、ファララ・ア・ラーム）
- 放置少女〜百花繚乱の萌姫たち〜（呂布、張飛、トウ艾〈初代〉、曹仁、張角〈初代〉）
- ドールズオーダー（トリスタン）

2023年
- アイドルランドプリパラ（緑風ふわり、ファララ・ア・ラーム）

2025年
- レスレリアーナのアトリエ 〜忘れられた錬金術と極夜の解放者〜（リアーネ・ミストルート）
- ORE'N（和菓子の国のグリコ）

### ドラマCD
- シェルノサージュ 〜失われた星へ捧ぐ詩〜（リルル）
- シドニアの騎士 ドラマCD（研究員A）
- MAUSU THEATER
- 魔法少女ミラクルさとみん Vol.2（子供）
- 僕と彼女の××× 番外編 ※原作コミック初回限定版ミニドラマCD

### 吹き替え
- スーパーモンスターズ（カティア）
- バンジのにゃむにゃむ日記（ニャミニャミ）

### ラジオ
※はインターネット配信。
- はがねオーケストラ WEBラジオ（2015年 - 2016年 、ニコニコ動画内・HUEチャンネル※）
- 天地無用!秘密のラジオ?全然秘密じゃない!（2016年 - 2017年、公式サイト※・YouTube※）

### テレビ番組
- アニゲー☆イレブン! 第42回（2016年7月28日、BS11 / ゲスト出演）

### その他
- キッズプラネタリウム「ねぇ おそらのあれ なあに?」（はな）
- 〜すべての答えはPINKとなる〜（2017年、シイハ[24]）

## ディスコグラフィ

### キャラクターソング
| 発売日         | 商品名                                                                                | 歌                                                                                | 楽曲 | 備考                                                                         |
| -------------- | ------------------------------------------------------------------------------------- | --------------------------------------------------------------------------------- | --- | ---------------------------------------------------------------------------- |
| 2015年2月18日  | 愛・天地無用！ BD・DVD第2巻特典CD                                                     | 布賀油木（佐藤あずさ）、藍井涙（田辺留依）                                        | 「型破りサイエンス」 | テレビアニメ『愛・天地無用！』エンディングテーマ                             |
| 2015年2月18日  | 愛・天地無用！ BD・DVD第2巻特典CD                                                     | 鬼ノ城紅（大地葉）、布賀油木（佐藤あずさ）、藍井涙（田辺留依）                    | 「トラブルガールズ」 | テレビアニメ『愛・天地無用！』エンディングテーマ                             |
| 2015年10月14日 | プリパラ ドリームソング♪コレクション -SUMMER-                                         | ドレッシングふらわー                                                              | 「トンでもSUMMER ADVENTURE」 | テレビアニメ『プリパラ』挿入歌                                               |
| 2015年10月14日 | プリパラ ドリームソング♪コレクション -SUMMER-                                         | 緑風ふわり（佐藤あずさ）                                                          | 「コノウタトマレイヒ」 | テレビアニメ『プリパラ』挿入歌                                               |
| 2015年11月25日 | レインボウ・メロディー♪                                                               | プリパラドリーム☆オールスターズ                                                   | 「レインボウ・メロディー♪」 | テレビアニメ『プリパラ』エンディングテーマ                                   |
| 2016年6月22日  | プリパラ☆ミュージックコレクション season.2                                            | 緑風ふわり（佐藤あずさ）                                                          | 「コノウタトマレイヒ」 | テレビアニメ『プリパラ』挿入歌                                               |
| 2016年6月22日  | プリパラ☆ミュージックコレクション season.2                                            | ドレッシングふらわー                                                              | 「トンでもSUMMER ADVENTURE」 | テレビアニメ『プリパラ』挿入歌                                               |
| 2016年6月22日  | プリパラ☆ミュージックコレクション season.2                                            | 緑風ふわり（佐藤あずさ）、紫京院ひびき（斎賀みつき）                              | 「コノウタトマレイヒ」 | テレビアニメ『プリパラ』挿入歌                                               |
| 2016年9月30日  | 映画プリパラ み〜んなのあこがれ♪レッツゴー☆プリパリ Blu-ray 初回生産限定特装版 特典CD | 緑風ふわり（佐藤あずさ）、黄木あじみ（上田麗奈）                                  | 「コノウタトマレイヒ feat.あじみ」 | 劇場アニメ『映画プリパラ み〜んなのあこがれ♪レッツゴー☆プリパリ』挿入歌      |
| 2016年9月30日  | 映画プリパラ み〜んなのあこがれ♪レッツゴー☆プリパリ Blu-ray 初回生産限定特装版 特典CD | プリパラ☆オールアイドル's                                                         | 「オールアイドル組曲 プリシャス♪」 | 劇場アニメ『映画プリパラ み〜んなのあこがれ♪レッツゴー☆プリパリ』挿入歌      |
| 2016年12月25日 | GAME PriPara Music Collection vol.2                                                   | ふわり（佐藤あずさ）                                                              | 「地球が恋するうたうたい」 | ゲーム『プリパラ』関連曲                                                     |
| 2017年2月24日  | プリパラソング♪コレクション 2ndステージ                                               | Tricolore                                                                         | 「Mon chouchou」 | テレビアニメ『プリパラ』挿入歌                                               |
| 2017年4月19日  | 劇場版プリパラ み〜んなでかがやけ！キラリン☆スターライブ！ SONG COLLECTION            | Tricolore                                                                         | 「Neo Dimension Go!!」 | 劇場アニメ『劇場版プリパラ み〜んなでかがやけ!キラリン☆スターライブ!』挿入歌 |
| 2017年4月19日  | 劇場版プリパラ み〜んなでかがやけ！キラリン☆スターライブ！ SONG COLLECTION            | スーパープリパラ☆オールアイドル's                                                 | 「ぷりぱら☆ララン」 | 劇場アニメ『劇場版プリパラ み〜んなでかがやけ!キラリン☆スターライブ!』挿入歌 |
| 2017年6月30日  | プリパラ ULTRA MEGA MIX COLLECTION                                                    | 緑風ふわり（佐藤あずさ）                                                          | 「コノウタトマレイヒ（New Electro Remix）」 | テレビアニメ『プリパラ』関連曲                                               |
| 2017年6月30日  | プリパラ ULTRA MEGA MIX COLLECTION                                                    | ドレッシングふらわー                                                              | 「トンでもSUMMER ADVENTURE（Extra Drop Mix）」 | テレビアニメ『プリパラ』関連曲                                               |
| 2017年9月20日  | プリパラ☆ミュージックコレクション season.3                                            | SoLaMi♡SMILE、Dressing Pafé、NonSugar、Tricolore、Gaarmageddon、UCCHARI BIG-BANGS | 「組曲フォーエバー☆フレンズ〜インターリュード〜「メモリーズ・メドレー」」 「組曲フォーエバー☆フレンズ〜第三楽章〜「My Friend, Dear Friend」 〜第四楽章〜「ウィー・アー・ザ・フレンズ！」」 | テレビアニメ『プリパラ』挿入歌                                               |
| 2017年12月6日  | アイドルタイムプリパラ♪ソングコレクション 〜ゆめペコおかわり！〜                      | ファララ（佐藤あずさ）                                                            | 「サンシャイン・ベル」 | テレビアニメ『アイドルタイムプリパラ』挿入歌                                 |
| 2017年12月10日 | GAME PriPara Music Collection vol.4                                                   | あろま（牧野由依）、みかん（渡部優衣）、ふわり（佐藤あずさ）、あじみ（上田麗奈）  | 「GoGo!プリパライフ2016」 | ゲーム『プリパラ』関連曲                                                     |
| 2017年12月10日 | GAME PriPara Music Collection vol.4                                                   | ふわり（佐藤あずさ）                                                              | 「GoGo!プリパライフ2016」 | ゲーム『プリパラ』関連曲                                                     |
| 2018年1月26日  | プリパラ ULTRA MEGA MIX COLLECTION Vol.3                                              | Tricolore                                                                         | 「Mon chouchou（Le remix "envoûtant" de Camellia）」 「Neo Dimension Go!!（DJ Shimamura's DRUM&BASS Remix）」                                                                              | テレビアニメ『プリパラ』関連曲                                               |
| 2018年1月26日  | プリパラ ULTRA MEGA MIX COLLECTION Vol.3                                              | スーパープリパラ☆オールアイドル's                                                 | 「ぷりぱら☆ララン（DJ Noriken Hardcore Mix）」 | テレビアニメ『プリパラ』関連曲                                               |
| 2018年6月27日  | アイドルタイムプリパラ☆ミュージックコレクション                                       | ファララ（佐藤あずさ）、ガァララ（黒沢ともよ）                                    | 「リンリン♪がぁらふぁらんど」 | テレビアニメ『アイドルタイムプリパラ』挿入歌                                 |
| 2018年6月27日  | アイドルタイムプリパラ☆ミュージックコレクション                                       | ファララ（佐藤あずさ）                                                            | 「チクタク・Magicaる・アイドルタイム！」 | テレビアニメ『アイドルタイムプリパラ』挿入歌                                 |
| 2018年11月28日 | アイドルタイムプリパラ ULTRA MEGA MIX COLLECTION                                      | ファララ（佐藤あずさ）、ガァララ（黒沢ともよ）                                    | 「リンリン♪がぁらふぁらんど（KAZBONGO Drumstep Remix）」 | テレビアニメ『アイドルタイムプリパラ』関連曲                                 |
| 2019年9月11日  | プロミス！リズム！パラダイス！                                                        | PRI-Crew Friends                                                                  | 「Crew-Sing! Friend-Ship♡」 | 『プリパラ』関連曲                                                           |
| 2021年7月21日  | 百華繚乱 参                                                                           | 愛染国俊（佐藤あずさ）、石田切込正宗（北野更）、姫鶴一文字（山田麻莉奈）          | 「雨映す夢現つ」 | ゲーム『天華百剣 -斬-』関連曲                                                |
| 2024年11月13日 | プリパラ ソング♪コレクション Melody Moments!                                          | Tricolore                                                                         | 「L'amour en Tricolore 〜ラムール・アン・トリコロール〜」 | 『プリパラ』関連曲                                                           |
| 2024年11月13日 | プリパラ ソング♪コレクション Melody Moments!                                          | そふぃ（久保田未夢）、レオナ（若井友希）、ふわり（佐藤あずさ）                    | 「ぽわぽわ♡NURSE?」 | 『プリパラ』関連曲                                                           |
| 2024年11月13日 | プリパラ ソング♪コレクション Melody Moments!                                          | ふわり（佐藤あずさ）                                                              | 「パルプス・ノンフィクション♪」 | Webアニメ『アイドルランドプリパラ』挿入歌                                    |

### ユニットメンバー
1. 1 2 3  真中らぁら（茜屋日海夏）、緑風ふわり（佐藤あずさ）、ドロシー・ウェスト（澁谷梓希）、レオナ・ウェスト（若井友希）、東堂シオン（山北早紀）
2. ↑  茜屋日海夏、芹澤優、久保田未夢、山北早紀、澁谷梓希、若井友希、牧野由依、渡部優衣、佐藤あずさ、上田麗奈、斎賀みつき
3. ↑  真中らぁら（茜屋日海夏）、南みれぃ（芹澤優）、北条そふぃ（久保田未夢）、東堂シオン（山北早紀）、ドロシー・ウェスト（澁谷梓希）、レオナ・ウェスト（若井友希）、黒須あろま（牧野由依）、白玉みかん（渡部優衣）、緑風ふわり（佐藤あずさ）、黄木あじみ（上田麗奈）、ファルル（赤﨑千夏）、ガァルル（真田アサミ）
4. 1 2 3 4 5  紫京院ひびき（斎賀みつき）、ファルル（赤﨑千夏）、緑風ふわり（佐藤あずさ）
5. 1 2  真中らぁら（茜屋日海夏）、南みれぃ（芹澤優）、北条そふぃ（久保田未夢）、東堂シオン（山北早紀）、ドロシー・ウェスト（澁谷梓希）、レオナ・ウェスト（若井友希）、黒須あろま（牧野由依）、白玉みかん（渡部優衣）、ガァルル（真田アサミ）、真中のん（田中美海）、月川ちり（大森日雅）、太陽ペッパー（山下七海）、緑風ふわり（佐藤あずさ）、ファルル（赤﨑千夏）
6. ↑  真中らぁら（茜屋日海夏）、南みれぃ（芹澤優）、北条そふぃ（久保田未夢）
7. ↑  東堂シオン（山北早紀）、ドロシー・ウェスト（澁谷梓希）、レオナ・ウェスト（若井友希）
8. ↑  真中のん（田中美海）、月川ちり（大森日雅）、太陽ペッパー（山下七海）
9. ↑  黒須あろま（牧野由依）、白玉みかん（渡部優衣）、ガァルル（真田アサミ）
10. ↑  黄木あじみ（上田麗奈）、北条コスモ（山本希望）、ちゃん子（赤﨑千夏）
11. ↑  茜屋日海夏、芹澤優、久保田未夢、山北早紀、澁谷梓希、若井友希、牧野由依、渡部優衣、真田アサミ、斎賀みつき、赤﨑千夏、佐藤あずさ、田中美海、大森日雅、山下七海、伊達朱里紗、大地葉、山田唯菜、朝日奈丸佳、山下誠一郎、小林竜之、土田玲央